# الروح في الإسلام
بحسب الإسلام الروح خلق من أعظم مخلوقات الله شرفها الله وكرمها غاية التشريف والتكريم فنسبها لذاته العلية في كتابه القرآن.
قال الله تعالى: ﴿فَإِذَا سَوَّيْتُهُ وَنَفَخْتُ فِيهِ مِنْ رُوحِي فَقَعُوا لَهُ سَاجِدِينَ ۝٢٩﴾ [الحجر:29].
ومن عظمة هذا التشريف لهذا المخلوق أن الله اختص بالعلم الكامل بالروح فلا يمكن لأي مخلوق كائن من كان أن يعلم كل العلم عن هذا المخلوق إلا ما أخبر الله تعالى.

## الروح أمر خاص بالله لا يعلمه إلا هو[3]
لأن الله هو خالق الروح وهو أعلم بها وهي من أمر الله تعالى وحده فإنه لا سبيل لمعرفة أي شي عن الروح إلا من الله تعالى
قال الله تعالى: ﴿وَيَسْأَلُونَكَ عَنِ الرُّوحِ قُلِ الرُّوحُ مِنْ أَمْرِ رَبِّي وَمَا أُوتِيتُمْ مِنَ الْعِلْمِ إِلَّا قَلِيلًا ۝٨٥﴾ [الإسراء:85].
- روى البخاري حدثنا قيس بن حفص قال: حدثنا عبد الواحد قال: حدثنا الأعمش سليمان، عن إبراهيم، عن علقمة، عن عبد الله قال:
بينما أنا أمشي مع النبي في خرب المدينة، وهو يتوكأ على عسيب معه، فمر بنفر من اليهود، فقال بعضهم لبعض: سلوه عن الروح؟ وقال بعضهم: لا تسألوه، لا يجيء فيه بشيء تكرهونه، فقال بعضهم: لنسألنه، فقام رجل منهم فقال: يا أبا القاسم، ما الروح؟ فسكت، فقلت: إنه يوحى إليه، فقمت، فلما انجلى عنه، فقال: ﴿ويسألونك عن الروح قل الروح من أمر ربي وما أوتيتم من العلم إلا قليلا﴾. قال الأعمش: هكذا في قراءتنا.
- روى أحمد في مسنده حدثنا عبد الله حدثني أبي حدثنا وكيع حدثنا الأعمش عن إبراهيم عن علقمة عن عبد الله قال:
كنت أمشي مع النبي في حرث بالمدينة وهو متوكئ على عسيب قال: فمر بقوم من اليهود فقال بعضهم لبعض: سلوه عن الروح قال بعضهم: لا تسألوه فسألوه عن الروح فقالوا: يا محمد ما الروح فقام فتوكأ على العسيب قال: فظننت أنه يوحى اليه فقال: ويسألونك عن الروح قل الروح من أمر ربي وما أوتيتم من العلم إلا قليلا قال: فقال بعضهم: قد قلنا لكم لا تسألوه.

## وردت فيالقرآن الكريمبعدة معاني

### الفرج والقوة والقدرة
يقال الروح بفتح الراء وهو يختلف عن الروح بضم الراء، سمي بذلك لأن الفرج في الشدة والقوة على كل شيء هي من أمر الله تعالى وحده لا يشاركه فيه أحد والإيمان بهذا واجب والشك فيه كفر والقنوط من الكبائر.
قال الله تعالى: ﴿يَا بَنِيَّ اذْهَبُوا فَتَحَسَّسُوا مِنْ يُوسُفَ وَأَخِيهِ وَلَا تَيْأَسُوا مِنْ رَوْحِ اللَّهِ إِنَّهُ لَا يَيْأَسُ مِنْ رَوْحِ اللَّهِ إِلَّا الْقَوْمُ الْكَافِرُونَ ۝٨٧﴾ [يوسف:87].

### الخلق أو الرحمة
قال الله تعالى: ﴿يَا أَهْلَ الْكِتَابِ لَا تَغْلُوا فِي دِينِكُمْ وَلَا تَقُولُوا عَلَى اللَّهِ إِلَّا الْحَقَّ إِنَّمَا الْمَسِيحُ عِيسَى ابْنُ مَرْيَمَ رَسُولُ اللَّهِ وَكَلِمَتُهُ أَلْقَاهَا إِلَى مَرْيَمَ وَرُوحٌ مِنْهُ فَآمِنُوا بِاللَّهِ وَرُسُلِهِ وَلَا تَقُولُوا ثَلَاثَةٌ انْتَهُوا خَيْرًا لَكُمْ إِنَّمَا اللَّهُ إِلَهٌ وَاحِدٌ سُبْحَانَهُ أَنْ يَكُونَ لَهُ وَلَدٌ لَهُ مَا فِي السَّمَاوَاتِ وَمَا فِي الْأَرْضِ وَكَفَى بِاللَّهِ وَكِيلًا ۝١٧١﴾ [النساء:171].
رد القرطبي عن الذين غلو في دينهم فقال:
" قوله تعالى: ﴿وَرُوحٌ مِنْهُ﴾ هذا الذي أوقع النصارى في الإضلال؛ فقالوا: عيسى جزء منه فجهلوا وضلوا؛ والرد عنه بسبعة أجوبة:
الأول: قال أبي بن كعب: خلق الله أرواح بني آدم لما أخذ عليهم الميثاق؛ ثم ردها إلى صلب آدم وأمسك عنده روح عيسى ؛ فلما أراد خلقه أرسل ذلك الروح إلى مريم، فكان منه عيسى ؛ فلهذا قال: ﴿وَرُوحٌ مِنْهُ﴾
الثاني: هذه الإضافة للتفضيل وإن كان جميع الأرواح من خلقه ؛ وهذا كقوله: ﴿وَطَهِّرْ بَيْتِيَ لِلطَّائِفِينَ﴾،
الثالث: قد يسمى من تظهر منه الأشياء العجيبة روحا، وتضاف إلى الله فيقال: هذا روح من الله أي من خلقه ؛ كما يقال في النعمة إنها من الله. وكان عيسى يبرئ الأكمه والأبرص ويحيي الموتى فاستحق هذا الاسم.
رابعاً: يسمى روحاً بسبب نفخة جبريل، ويسمى النفخ روحا؛ لأنه ريح يخرج من الروح وقد ورد أن جبريل نفخ في درع مريم فحملت منه بإذن الله؛ وعلى هذا يكون ﴿وَرُوحٌ مِنْهُ﴾ معطوفا على المضمر الذي هو اسم الله في ﴿أَلْقَاهَا﴾ التقدير: ألقى الله وجبريل الكلمة إلى مريم.
خامساً: ﴿وَرُوحٌ مِنْهُ﴾ أي من خلقه؛ كما قال: ﴿وَسَخَّرَ لَكُمْ مَا فِي السَّمَاوَاتِ وَمَا فِي الأَرْضِ جَمِيعاً مِنْهُ﴾ أي من خلقه.
سادساً: ﴿وَرُوحٌ مِنْهُ﴾ أي رحمة منه؛ فكان عيسى رحمة من الله لمن اتبعه؛ ومنه قوله تعالى: ﴿وَأَيَّدَهُمْ بِرُوحٍ مِنْهُ﴾ أي برحمة، وقرئ: ﴿فَرَوْحٌ وَرَيْحَانٌ﴾
سابعاً: ﴿وَرُوحٌ مِنْهُ﴾ وبرهان منه؛ وكان عيسى برهانا وحجة على قومه.
"

### الراحة والاستراحة ولذة النظر إلى وجه الله
سمي بالراحة لأن المؤمن يرتاح من الدنيا والاستراحة لأنه يستريح في الجنة ويتمتع بالنظر إلى وجه الله تعالى،
قال الله تعالى: ﴿ فَرَوْحٌ وَرَيْحَانٌ وَجَنَّةُ نَعِيمٍ (89) ﴾ (سورة الواقعة)

### الوحي والنبوة
وسمي الوحي والنبوة روحا لأن الناس يحيون وينتفعون بها من موت الكفر ومن موت الجهل كما تحيا الأبدان والأجسام بالأرواح
قال الله تعالى: ﴿يُنَزِّلُ الْمَلَائِكَةَ بِالرُّوحِ مِنْ أَمْرِهِ عَلَى مَنْ يَشَاءُ مِنْ عِبَادِهِ أَنْ أَنْذِرُوا أَنَّهُ لَا إِلَهَ إِلَّا أَنَا فَاتَّقُونِ ۝٢﴾ [النحل:2].
قال الله تعالى: ﴿رَفِيعُ الدَّرَجَاتِ ذُو الْعَرْشِ يُلْقِي الرُّوحَ مِنْ أَمْرِهِ عَلَى مَنْ يَشَاءُ مِنْ عِبَادِهِ لِيُنْذِرَ يَوْمَ التَّلَاقِ ۝١٥﴾ [غافر:15].
قال الله تعالى: ﴿وَكَذَلِكَ أَوْحَيْنَا إِلَيْكَ رُوحًا مِنْ أَمْرِنَا مَا كُنْتَ تَدْرِي مَا الْكِتَابُ وَلَا الْإِيمَانُ وَلَكِنْ جَعَلْنَاهُ نُورًا نَهْدِي بِهِ مَنْ نَشَاءُ مِنْ عِبَادِنَا وَإِنَّكَ لَتَهْدِي إِلَى صِرَاطٍ مُسْتَقِيمٍ ۝٥٢﴾ [الشورى:52].

### الإيمان والهدى والبرهان والحكمة
سمي بذلك لأن الله تعالى يؤيد بنور الإيمان والهدى والبرهان والحكمة قلوب من يشاء من المؤمنين به ويثبتهم وينصرهم بها.
قال الله تعالى: ﴿لَا تَجِدُ قَوْمًا يُؤْمِنُونَ بِاللَّهِ وَالْيَوْمِ الْآخِرِ يُوَادُّونَ مَنْ حَادَّ اللَّهَ وَرَسُولَهُ وَلَوْ كَانُوا آبَاءَهُمْ أَوْ أَبْنَاءَهُمْ أَوْ إِخْوَانَهُمْ أَوْ عَشِيرَتَهُمْ أُولَئِكَ كَتَبَ فِي قُلُوبِهِمُ الْإِيمَانَ وَأَيَّدَهُمْ بِرُوحٍ مِنْهُ وَيُدْخِلُهُمْ جَنَّاتٍ تَجْرِي مِنْ تَحْتِهَا الْأَنْهَارُ خَالِدِينَ فِيهَا رَضِيَ اللَّهُ عَنْهُمْ وَرَضُوا عَنْهُ أُولَئِكَ حِزْبُ اللَّهِ أَلَا إِنَّ حِزْبَ اللَّهِ هُمُ الْمُفْلِحُونَ ۝٢٢﴾ [المجادلة:22].

### ملك مقرب أو جند من جنود الله
قيل هو جبريل وهو أقوى الأقوال وقيل الروح صنف من الملائكة جعلوا حفظة على سائرهم وأن الملائكة لا يرونهم كما لا نرى نحن الملائكة. وقيل هم أشرف الملائكة وأقربهم من الله تعالى. وقيل: إنهم جند من جند الله عز وجل من غير الملائكة والله أعلم
قال الله تعالى: ﴿وَلَقَدْ آتَيْنَا مُوسَى الْكِتَابَ وَقَفَّيْنَا مِنْ بَعْدِهِ بِالرُّسُلِ وَآتَيْنَا عِيسَى ابْنَ مَرْيَمَ الْبَيِّنَاتِ وَأَيَّدْنَاهُ بِرُوحِ الْقُدُسِ أَفَكُلَّمَا جَاءَكُمْ رَسُولٌ بِمَا لَا تَهْوَى أَنْفُسُكُمُ اسْتَكْبَرْتُمْ فَفَرِيقًا كَذَّبْتُمْ وَفَرِيقًا تَقْتُلُونَ ۝٨٧﴾.
قال الله تعالى: ﴿تِلْكَ الرُّسُلُ فَضَّلْنَا بَعْضَهُمْ عَلَى بَعْضٍ مِنْهُمْ مَنْ كَلَّمَ اللَّهُ وَرَفَعَ بَعْضَهُمْ دَرَجَاتٍ وَآتَيْنَا عِيسَى ابْنَ مَرْيَمَ الْبَيِّنَاتِ وَأَيَّدْنَاهُ بِرُوحِ الْقُدُسِ وَلَوْ شَاءَ اللَّهُ مَا اقْتَتَلَ الَّذِينَ مِنْ بَعْدِهِمْ مِنْ بَعْدِ مَا جَاءَتْهُمُ الْبَيِّنَاتُ وَلَكِنِ اخْتَلَفُوا فَمِنْهُمْ مَنْ آمَنَ وَمِنْهُمْ مَنْ كَفَرَ وَلَوْ شَاءَ اللَّهُ مَا اقْتَتَلُوا وَلَكِنَّ اللَّهَ يَفْعَلُ مَا يُرِيدُ ۝٢٥٣﴾ [البقرة:253].
قال الله تعالى: ﴿إِذْ قَالَ اللَّهُ يَا عِيسَى ابْنَ مَرْيَمَ اذْكُرْ نِعْمَتِي عَلَيْكَ وَعَلَى وَالِدَتِكَ إِذْ أَيَّدْتُكَ بِرُوحِ الْقُدُسِ تُكَلِّمُ النَّاسَ فِي الْمَهْدِ وَكَهْلًا وَإِذْ عَلَّمْتُكَ الْكِتَابَ وَالْحِكْمَةَ وَالتَّوْرَاةَ وَالْإِنْجِيلَ وَإِذْ تَخْلُقُ مِنَ الطِّينِ كَهَيْئَةِ الطَّيْرِ بِإِذْنِي فَتَنْفُخُ فِيهَا فَتَكُونُ طَيْرًا بِإِذْنِي وَتُبْرِئُ الْأَكْمَهَ وَالْأَبْرَصَ بِإِذْنِي وَإِذْ تُخْرِجُ الْمَوْتَى بِإِذْنِي وَإِذْ كَفَفْتُ بَنِي إِسْرَائِيلَ عَنْكَ إِذْ جِئْتَهُمْ بِالْبَيِّنَاتِ فَقَالَ الَّذِينَ كَفَرُوا مِنْهُمْ إِنْ هَذَا إِلَّا سِحْرٌ مُبِينٌ ۝١١٠﴾ [المائدة:110].
قال الله تعالى: ﴿قُلْ نَزَّلَهُ رُوحُ الْقُدُسِ مِنْ رَبِّكَ بِالْحَقِّ لِيُثَبِّتَ الَّذِينَ آمَنُوا وَهُدًى وَبُشْرَى لِلْمُسْلِمِينَ ۝١٠٢﴾ [النحل:102].
قال الله تعالى: ﴿فَاتَّخَذَتْ مِنْ دُونِهِمْ حِجَابًا فَأَرْسَلْنَا إِلَيْهَا رُوحَنَا فَتَمَثَّلَ لَهَا بَشَرًا سَوِيًّا ۝١٧﴾ [مريم:17].
قال الله تعالى: ﴿وَالَّتِي أَحْصَنَتْ فَرْجَهَا فَنَفَخْنَا فِيهَا مِنْ رُوحِنَا وَجَعَلْنَاهَا وَابْنَهَا آيَةً لِلْعَالَمِينَ ۝٩١﴾ [الأنبياء:91].
قال الله تعالى: ﴿نَزَلَ بِهِ الرُّوحُ الْأَمِينُ ۝١٩٣﴾ [الشعراء:193].
قال الله تعالى: ﴿تَعْرُجُ الْمَلَائِكَةُ وَالرُّوحُ إِلَيْهِ فِي يَوْمٍ كَانَ مِقْدَارُهُ خَمْسِينَ أَلْفَ سَنَةٍ ۝٤﴾ [المعارج:4].
قال الله تعالى: ﴿يَوْمَ يَقُومُ الرُّوحُ وَالْمَلَائِكَةُ صَفًّا لَا يَتَكَلَّمُونَ إِلَّا مَنْ أَذِنَ لَهُ الرَّحْمَنُ وَقَالَ صَوَابًا ۝٣٨﴾ [النبأ:38].
قال الله تعالى: ﴿تَنَزَّلُ الْمَلَائِكَةُ وَالرُّوحُ فِيهَا بِإِذْنِ رَبِّهِمْ مِنْ كُلِّ أَمْرٍ ۝٤﴾ [القدر:4].

### صفة لعيسى ابن مريم
قال الله تعالى: ﴿يَا أَهْلَ الْكِتَابِ لَا تَغْلُوا فِي دِينِكُمْ وَلَا تَقُولُوا عَلَى اللَّهِ إِلَّا الْحَقَّ إِنَّمَا الْمَسِيحُ عِيسَى ابْنُ مَرْيَمَ رَسُولُ اللَّهِ وَكَلِمَتُهُ أَلْقَاهَا إِلَى مَرْيَمَ وَرُوحٌ مِنْهُ فَآمِنُوا بِاللَّهِ وَرُسُلِهِ وَلَا تَقُولُوا ثَلَاثَةٌ انْتَهُوا خَيْرًا لَكُمْ إِنَّمَا اللَّهُ إِلَهٌ وَاحِدٌ سُبْحَانَهُ أَنْ يَكُونَ لَهُ وَلَدٌ لَهُ مَا فِي السَّمَاوَاتِ وَمَا فِي الْأَرْضِ وَكَفَى بِاللَّهِ وَكِيلًا ۝١٧١﴾ [النساء:171].
قال الله تعالى: ﴿وَمَرْيَمَ ابْنَتَ عِمْرَانَ الَّتِي أَحْصَنَتْ فَرْجَهَا فَنَفَخْنَا فِيهِ مِنْ رُوحِنَا وَصَدَّقَتْ بِكَلِمَاتِ رَبِّهَا وَكُتُبِهِ وَكَانَتْ مِنَ الْقَانِتِينَ ۝١٢﴾ [التحريم:12].

### مخلوق الحياة المتصل بالبدن
والروح مخلوق عجيب لا يمكن رؤيته يجري الحياة في البدن المخلوق بأمر الله، فهو مخلوق يجري الحياة في مخلوق آخر بإذن الله الخالق فتبارك الله أحسن الخالقين
قال الله تعالى: ﴿ثُمَّ سَوَّاهُ وَنَفَخَ فِيهِ مِنْ رُوحِهِ وَجَعَلَ لَكُمُ السَّمْعَ وَالْأَبْصَارَ وَالْأَفْئِدَةَ قَلِيلًا مَا تَشْكُرُونَ ۝٩﴾ [السجدة:9].
قال الله تعالى: ﴿فَإِذَا سَوَّيْتُهُ وَنَفَخْتُ فِيهِ مِنْ رُوحِي فَقَعُوا لَهُ سَاجِدِينَ ۝٢٩﴾ [الحجر:29].
قال الله تعالى: ﴿فَإِذَا سَوَّيْتُهُ وَنَفَخْتُ فِيهِ مِنْ رُوحِي فَقَعُوا لَهُ سَاجِدِينَ ۝٧٢﴾ [ص:72].

## الفرق بين الروح والنفس
لأن الله هو خالق الروح وهو أعلم بها وهي من أمر الله تعالى وحده فإنه لا سبيل لمعرفة أي شي عن الروح إلا من الله تعالى.
تجد أن الله تعالى لم يسم في كتابه الروح حال ارتباطها بالبدن باسم الروح ولكن يسميها الله النفس.
قال الله تعالى: ﴿وَكَتَبْنَا عَلَيْهِمْ فِيهَا أَنَّ النَّفْسَ بِالنَّفْسِ وَالْعَيْنَ بِالْعَيْنِ وَالْأَنْفَ بِالْأَنْفِ وَالْأُذُنَ بِالْأُذُنِ وَالسِّنَّ بِالسِّنِّ وَالْجُرُوحَ قِصَاصٌ فَمَنْ تَصَدَّقَ بِهِ فَهُوَ كَفَّارَةٌ لَهُ وَمَنْ لَمْ يَحْكُمْ بِمَا أَنْزَلَ اللَّهُ فَأُولَئِكَ هُمُ الظَّالِمُونَ ۝٤٥﴾ [المائدة:45].
قال الله تعالى: ﴿قُلْ تَعَالَوْا أَتْلُ مَا حَرَّمَ رَبُّكُمْ عَلَيْكُمْ أَلَّا تُشْرِكُوا بِهِ شَيْئًا وَبِالْوَالِدَيْنِ إِحْسَانًا وَلَا تَقْتُلُوا أَوْلَادَكُمْ مِنْ إِمْلَاقٍ نَحْنُ نَرْزُقُكُمْ وَإِيَّاهُمْ وَلَا تَقْرَبُوا الْفَوَاحِشَ مَا ظَهَرَ مِنْهَا وَمَا بَطَنَ وَلَا تَقْتُلُوا النَّفْسَ الَّتِي حَرَّمَ اللَّهُ إِلَّا بِالْحَقِّ ذَلِكُمْ وَصَّاكُمْ بِهِ لَعَلَّكُمْ تَعْقِلُونَ ۝١٥١﴾ [الأنعام:151].
قال الله تعالى: ﴿وَلَا تَقْتُلُوا النَّفْسَ الَّتِي حَرَّمَ اللَّهُ إِلَّا بِالْحَقِّ وَمَنْ قُتِلَ مَظْلُومًا فَقَدْ جَعَلْنَا لِوَلِيِّهِ سُلْطَانًا فَلَا يُسْرِفْ فِي الْقَتْلِ إِنَّهُ كَانَ مَنْصُورًا ۝٣٣﴾ [الإسراء:33].
قال الله تعالى: ﴿وَالَّذِينَ لَا يَدْعُونَ مَعَ اللَّهِ إِلَهًا آخَرَ وَلَا يَقْتُلُونَ النَّفْسَ الَّتِي حَرَّمَ اللَّهُ إِلَّا بِالْحَقِّ وَلَا يَزْنُونَ وَمَنْ يَفْعَلْ ذَلِكَ يَلْقَ أَثَامًا ۝٦٨﴾ [الفرقان:68].
قال الله تعالى: ﴿لَا أُقْسِمُ بِيَوْمِ الْقِيَامَةِ ۝١﴾ [القيامة:1].
قال الله تعالى: ﴿وَأَمَّا مَنْ خَافَ مَقَامَ رَبِّهِ وَنَهَى النَّفْسَ عَنِ الْهَوَى ۝٤٠﴾ [النازعات:40].
قال الله تعالى: ﴿﴾ [الفجر:27].
من الآيات الكريمة اختلف العلماء على تسمية مخلوق الحياة المتصلة بالبدن بالروح.
ثم قال بعضهم بأن «الروح داخل الجسد لا تسمى روح بل تسمى نفس وإذا خرجت من الجسد تسمى روح».

## اتصال الروح بالبدن
حسب أقوال العلماء أن للروح عند اتصالها بالبدن خمس اتصالات:
1. تعلق الروح ببدن الجنين
2. تعلق بالجسد حال خروجة إلى الدنيا
3. تعلق حين المنام
4. تعلق في حياة البرزخ في القبر
5. تعلق بعد البعث والنشور

## الروح والعقل والقلب والنفس والجوف
1. الروح من أمر الله ولا يصدر عنها إلا خير لأنها من أمر الله.
2. العقل وهو جهاز سخره الله للنفس حيث يتم في العقل مدركات (الوزن والمقارنة وحفظ المعلومات) والتفكير لا يتم بالعقل وحدة ولكن النفس تعمل على تشغيلة وهي رباط البدن حيث تعلق الروح ولكن النفس تبقي مع البدن وهي ممكن أن تقود العقل والبدن إلى الهلاك أو النجاة وهي أقرب شيء في الإنسان للروح.
3. القلب وهو مفتاح العقل
قال تعالى: ﴿أَفَلَمْ يَسِيرُوا فِي الْأَرْضِ فَتَكُونَ لَهُمْ قُلُوبٌ يَعْقِلُونَ بِهَا أَوْ آذَانٌ يَسْمَعُونَ بِهَا فَإِنَّهَا لَا تَعْمَى الْأَبْصَارُ وَلَكِنْ تَعْمَى الْقُلُوبُ الَّتِي فِي الصُّدُورِ ۝٤٦﴾ [الحج:46].
والقلب يحمل أحساس غير معروف لكنة يستطيع أن يعمل أسرع من العقل.
4. النفس وهي الجزء الأسوء في تركيبة الإنسان حيث أنها مرتبطة بالماديات ويموت وينقطع ويعود ويحي بقدرة الله.
5. الجوف وهو التجويف الذي في الصدر ويوجد فية القلب وتوجد فيه أعتقد عملية في حسم الإنسان في تجويف الصدور حيث تتم معظم العمليات الخفية التي لم تصل علوم الإنسان حتى لتخمين ماهي والله أعلم.

(جميع هذة المعلومات تمت بتفكر في القرآن الكريم)

## الأحكام التي تجري على الأرواح لا تجري على الأجساد
- الجسد بطيء الحركة والروح سريعة الحركة (والله أعلم) يدل على ذلك صلاة النبي بالأنبياء في المسجد الأقصى في ليلة الإسراء والمعراج

عرج بالنبي إلى السماوات ورأى أرواح الأنبياء لأن أجسادهم لا زالت في الأرض ولم تبعث وستبعث يوم القيامة لا شك في ذلك
- أروح الموتى تتلاقى

- أرواح الموتى تستفيد من دعاء الصالحين ولا يفيد الميت نفسه أو أي حي
- روح النبي في أعلى عليين وجسده الطاهر الشريف بالمدينة المنورة في حجرة أم المؤمنين عائشة و تعرض عليه صلاتنا عليه محمد بن عبد الله

- أرواح الموتى تسمع ما يقال لها ولكن لا تستطيع الرد

قال رسول الله عن الميت بعد دفنه